# Ed Blackwell
Edward Joseph Blackwell (New Orleans, 10 oktober 1929 – Hartford, 7 oktober 1992) was een Amerikaanse jazzdrummer.

## Biografie
Blackwell toonde reeds als kind interesse voor trommelen. Zijn eerste les op de kleine trom kreeg hij op de middelbare school. Tijdens deze periode werd hij sterk beïnvloed door Paul Barbarin, wiens concerten hij bezocht. In 1949 begon hij rhythm-and-blues te spelen in de band van Ray en Plas Johnson. Tijdens deze periode leerde hij ook Ornette Coleman kennen. Zijn jazzcarrière begon in 1956 met optredens met Ellis Marsalis, Harold Battiste en Alvin Batiste, met wie hij het Original American Jazz Quintet leidde. Vanaf 1957 werkte hij ook met Ray Charles. In 1960 verhuisde hij naar New York, waar hij in het kwartet van Ornette Coleman de drummer Billy Higgins verving en meerdere platen opnam, o.a. op 21 december 1960 de legendarische opname Free Jazz: A Collective Improvisation. Tijdens de komende jaren werkte Blackwell ook samen met John Coltrane (John Coltrane & Don Cherry: The Avant-Garde), Eric Dolphy, Booker Little (At the Five Spot Vol. 1-3), Don Cherry (o.a. Complete Communion) en Archie Shepp (o.a. On This Night met vijf drums).
Van 1965 tot 1967 behoorde hij tot de band van Randy Weston, waarmee hij drie tournees naar Noord-Afrika afwerkte. De uiteenzetting van Blackwell met Afrikaanse muziek was merkbaar in zijn latere spel. Tussen 1969 en 1973 was hij weer drummer van het Ornette Coleman Quartet. Verder maakte hij opnamen met Don Cherry, Dewey Redman, Marion Brown, Karl Berger en Anthony Braxton. In 1972 werd hij artist in residence aan de Wesleyan University. Hier doceerde hij in het kader van Afrikaanse en Afro-Amerikaanse studies. In 1976 formeerde hij samen met Don Cherry, Dewey Redman en Charlie Haden het bandproject Old and New Dreams, waarmee hij, steeds weer onderbroken door een zich verslechterende nierziekte, tot aan zijn dood werkte. Andere partners tijdens deze periode waren Joe Lovano en Mal Waldron, met wie meerdere platen ontstonden.
Blackwell, die in Atlanta een festivalreeks had verzorgd, stond tijdens de jaren 1990 vaak in het middelpunt van eigen producties bij grote festivals, zoals in 1990 in New York en in 1991 in New Orleans. Er waren ook reünies, zoals in 1987 van het American Jazz Quintet (From Bad to Badder) en in 1989 van het trio met Cherry en Haden (The Montreal Tapes). Met de plaat Walls-Bridges (met Dewey Redman en Cameron Brown, 1992) trad hij voor de eerste keer in verschijning als leader. In zijn Ed Blackwell Project (met Graham Haynes, Carlos Ward en Mark Helias) speelt hij ter nagedachtenis aan zijn vriend en drummer-collega Eddie Moore.

## Overlijden
Ed Blackwell overleed in oktober 1992 op bijna 63-jarige leeftijd.

## Discografie
- 1992: What It Is? / What It Be Like? (Enja) met Graham Haynes, Carlos Ward, Mark Helias, Don Cherry (op een nummer); Enja Records